# 多摩市立多摩第二小学校
多摩市立多摩第二小学校（たましりつ たまだいにしょうがっこう）は東京都多摩市にある公立小学校。

## 沿革
- 1873年（明治6年） - 生蘭学舎が和田・大塚・中野の3村により開校。
- 1892年（明治25年） - 兆民小学校として現在地に開校。
- 1912年（明治45年） - 多摩尋常高等小学校に統合され、分校となる。
- 1963年（昭和38年） - 多摩第二小学校として独立。
- 2009年（平成21年） - 竜ヶ峰小学校と多摩第二小学校が統合。

## 教育目標
- 考える子・思いやりのある子・元気な子

## その他
多摩市立多摩第二小学校はユネスコスクール登録校である。
2007年8月12日、国際教育学会第2回大会にて第一回国際教育学会・舘糾賞を受賞した。

## 交通アクセス
- 京王線 聖蹟桜ヶ丘駅下車
- 京王バス 多摩第二小学校下車